# François-Auguste Biard
François-Auguste Biard (* 29. Juni 1799 in Lyon; † 20. Juni 1882 in Fontainebleau) war ein französischer Maler.

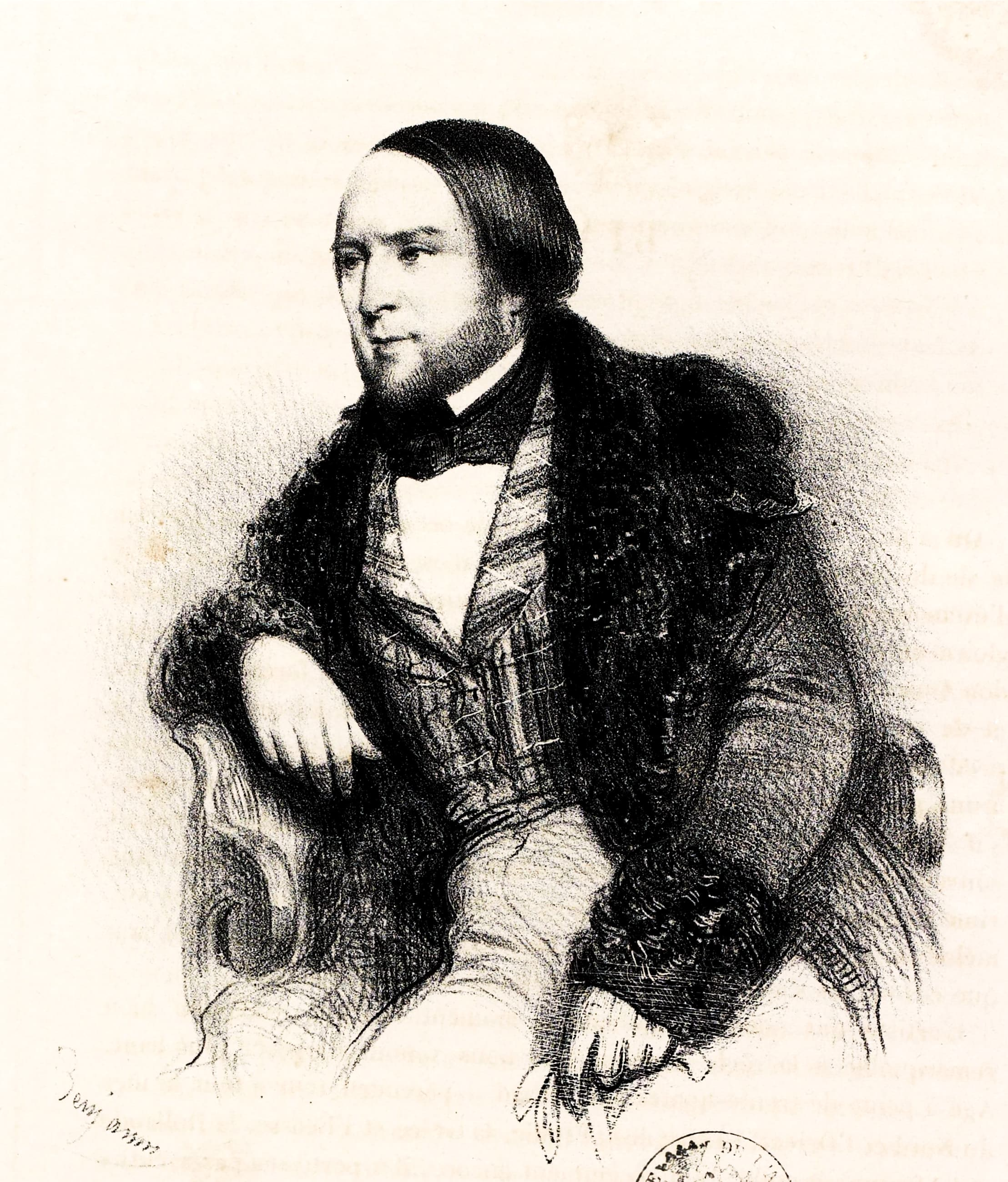
François-Auguste Biard

## Leben
François-Auguste Biard bekam seine ersten Zeichenstunden bei dem Maler Pierre Révoil (1776–1842), dem Leiter der Schule von Lyon, der ihm eindringlich zur Fortsetzung des Studiums in Paris riet. Auf seinen Reisen malte er orientalische Landschaften- und Genreszenen in zum Teil romantischem und ethnographisch-sachlichem Stil. 
Der Genremaler stellte seine Werke zwischen 1818 und 1861 wiederholt im Pariser Salon aus. Im Jahr 1838 wurde Biard das Grand-croix de la Légion d’Honneur verliehen.
Biard war mit der Literatin Léonie d’Aunet verheiratet, die von 1843 bis 1850 eine Mätresse Victor Hugos war.